# Łuniewo Wielkie
Łuniewo Wielkie – wieś w Polsce położona w województwie podlaskim, w powiecie wysokomazowieckim, w gminie Klukowo.
W latach 1975–1998 miejscowość administracyjnie należała do województwa łomżyńskiego.
Wierni kościoła rzymskokatolickiego należą do parafii Najświętszej Maryi Panny Częstochowskiej w Klukowie.

## Historia
Łuniewo zostało wymienione wśród włości kościoła płockiego w wieku XIII.
W I Rzeczypospolitej należało do ziemi drohickiej w województwie podlaskim. Spis podatkowy z XVI w. wymienia Łuniewo Wielkie oraz Łuniewo Szczubły (Małe).
- Z Łuniewa wywodzili się:
  - 1539 – wzmiankowany Stanisław Łuniewski, komornik ziemski, drohicki
  - 1542 – Andrzej z Łuniewa, zwany Wysk, pozwał o stratę konia ród Ciechanowickich
  - koniec XVI w. – Fabian Łuniewski pleban w Wyszonkach i Andrzej kustosz katedralny w Łucku
  - pierwsza połowa XVIII – Krzysztof Łuniewski, burgrabia grodzki drohicki i pisarz drohicki
  - wiek XVIII – Wawrzyniec, syn Kazimierza, komornik ziemski nurski
  - Józef Ignacy Łuniewski, powstaniec styczniowy, wyemigrował do Włoch i tam zmarł
  - za udział w wydarzeniach 1846 roku w Krakowie zesłano na Sybir Piotra i Teodora Łuniewskich
  - 1895 – Łuniewski notowany jest jako sędzia w Samarkandzie
  - Julian Jan Łuniewski – ksiądz w Naruszewie, w 1900 emigrował do Ameryki[9]

W 1673 r. częściowym posesjonatem wsi, posiadającym 12 poddanych, był Grzegorz Łuniewski, zwany jako Salusik. W roku 1827 wieś liczyła 28 domów i 216 mieszkańców.
Pod koniec XIX w. miejscowość należała do powiatu mazowieckim, gmina Klukowo, parafia Kuczyn. Na przełomie XIX i XX wieku we wsi istniało 35 gospodarstw drobnoszlacheckich i 4 chłopskie. W sumie uprawiano 473 ha ziemi, średnie gospodarstwo liczyło 12,1 ha.
W roku 1921 w miejscowości znajdowało się 50 domów z 253 mieszkańcami, w tym 7 Żydów i 1 prawosławny.

## Współcześnie
Wieś typowo rolnicza. Produkcja roślinna podporządkowana hodowli bydła mlecznego.

## Urodzeni w Łuniewie Wielkim
- Julian Józef Biały (1861–1941) - ksiądz katolicki